# Gibraltariske pund
Gibraltariske pund (engelsk: Gibraltar pound, valutategn: £, bankkode: GIP) er den gældende valuta i Gibraltar sammen med britisk pund, som den er bundet til i lige forhold (1 Gibraltar-pund = 1 britisk pund).

## Historie
Indtil 1872 var valutasituationen i Gibraltar kompliceret, hvor man havde et system baseret på real, som også omfattede britiske, spanske og gibraltariske mønter. Fra 1825 havde realen (reelt den spanske real de plata) været bundet til det britiske pund til en vekselkurs på 4 shilling 4 pence til en spansk dollar (8 real). I 1872 blev realen imidlertid den eneste legale valuta i Gibraltar. I 1898 fik den spansk-amerikanske krig den spanske peseta til at falde voldsomt i værdi, hvorpå det britiske pund blev gjort til den eneste legale valuta i kolonien, i første omgang i form af britiske sedler og mønter.
Trods pundets indførelse fortsatte pesetaen med at være i cirkulation indtil den spanske borgerkrig. Fra 1927 har Gibraltar udstedt sine egne sedler og siden 1988 tillige mønter. Samtidig med Storbritannien gik Gibraltar i 1971 over til decimalsystemet, hvor omregningen med 1 pund = 20 shilling = 240 pence blev erstattet af 1 pund = 100 (nye) pence.

## Tilknytning til det britiske pund
Currency Notes Act fra 1934 overdrog retten til at trykke sedler til Gibraltars regering sammen med en forpligtelse til at sikre at de udstedte pund til hver en tid kan veksles i forholdet 1:1 til britiske pund. Selv om der på de gibraltariske sedler står "pound sterling", er de ikke gyldige betalingsmidler i Storbritannien, men i teorien skulle de være til at veksle i forholdet 1:1 i bankerne. I praksis vil imidlertid mindst en større bank i Storbritannien ikke tage imod eller veksle sedler udstedt af Gibraltars regering, mens andre veksler sedlerne under denne kurs svarende til, at de med de fleste valutaer udbetaler mindre, end hvad man skulle have ifølge den officielle kurs. Mønterne i Gibraltar er af samme størrelse, vægt og metal som de tilsvarende britiske, men ser anderledes ud; man finder dem undertiden i cirkulation i Storbritannien. 
Omvendt finder man britiske mønter og sedler i cirkulation i Gibraltar, hvor de accepteres på lige fod og med samme værdi som de lokale betalingsmidler. Turister opfordres indtrængende til at veksle overskydende gibraltariske pund, inden de forlader territoriet, idet de her kan være sikre på at få dem vekslet til de mere gængse britiske pund eller en anden valuta til en fornuftig vekselkurs.

## Mønter
I 1988 begyndte udstedelsen af mønter med lokalt baseret udseender og navnet Gibraltar i enhederne 1, 2, 5, 10, 20, 50 pence og 1  pund. De var af samme størrelser og sammensætninger som de tilsvarende britiske mønter. I 1999 kom desuden mønter på 2 pund, mens 5 pundmønter blev udstedt i 2010; disse bar inskriptionen "Elizabeth II – Queen of Gibraltar". Motiverne på mønterne på bagsiden af mønterne er følgende:
- 1 p: Berberhøne
- 2 p: Europa Point-fyrtårnet
- 5 p: Berberabe og Gibraltar-Sløjfeblomst
- 10 p: Europort
- 20 p: Vor Frue af Europa
- 50 p: Øresvin
- 1 £: Borg og nøgle
- 2 £: Herkules' Søjler – det konkrete udseende har skiftet hvert år siden udstedelsen for at vise de forskellige Herkules' tolv prøvelser

I 2004 blev der udsendt en hel ny serie af mønter i anledning af 300-året for tilhørsforholdet til Storbritannien. Motiverne i denne serie afbilder primært episoder i Gibraltars historie:
- 1 p: Berberabe
- 2 p: Gibraltars nøgler
- 5 p: Resolutionen om Gibraltars forfatning (1969)
- 10 p: Operation Torch (1942)
- 20 p: Opdagelsen af neanderthaler-kranier i Gibraltar (1848)
- 50 p: Slaget ved Trafalgar (1805)
- 1 £: Den store belejring af Gibraltar (1779-83)
- 2 £: Erobringen af Gibraltar (1704)

## Sedler
Ved udbruddet af første verdenskrig var Gibraltar tvunget til at udstede sedler for at undgå, at de britiske sedler eller guldreserverne blev brugt. Disse sedler blev udstedt på basis af en krigsnødlov, Ordinance 10 fra 1914. I første omgang blev disse trykte sedler personligt underskrevet af skatmester Greenwood, der dog på et tidspunkt gik over til at bruge et stempel. Sedlerne havde et stempel fra Anglo-Egyptian Bank Ltd. og var i cirkulation på lige fod med sedler fra de britiske territorier. De pålydende værdier på sedlerne fra 1914 var 2 og 10 shilling samt 1, 5 og 50 pund. Da der kom en ny serie i 1927, opgav man 2 shilling- og 50 pund-sedlerne. Da man gik over til decimalsystemet blev 10 shilling-sedlen erstattet af en 50 pence-seddel. I 1975 kom der 10 og 20 pund-sedler, fulgt af 50 pund-sedler i 1986. Fra 1988 standsede udstedelsen af 1 pund-sedler.
I 1995 blev der introduceret en ny seddelserie, hvor der på sedlerne for første gang stod "pounds sterling" frem for blot "pounds". Regeringen udstedte endnu en ny serie sedler begyndende med 10 og 50 pund sterling-sedlerne 8. juli 2010. De blev fulgt af 5, 20 og 100 pund sterling-sedler 11. maj 2011.